# Neliopisthus minutus
Neliopisthus minutus är en stekelart som beskrevs av Dmitriy R. Kasparyan 1981. Neliopisthus minutus ingår i släktet Neliopisthus och familjen brokparasitsteklar. Inga underarter finns listade i Catalogue of Life.